# Юбилейная медаль «В память 800-летия Нижнего Новгорода»
Юбилейная медаль «В па́мять 800-ле́тия Ни́жнего Но́вгорода» — юбилейная медаль Российской Федерации учреждённая Указом Президента Российской Федерации от 29 марта 2021 года № 184 в честь восьмисотлетней годовщины со дня основания города Нижнего Новгорода.

## Положение о медали

### Основания для награждения
Юбилейной медалью «В память 800-летия Нижнего Новгорода» награждаются:
- жители города Нижнего Новгорода — участники Великой Отечественной войны 1941—1945 годов;
- жители города Нижнего Новгорода, награждённые орденами и медалями СССР за самоотверженный, доблестный труд в период Великой Отечественной войны 1941—1945 годов;
- труженики тыла, проработавшие в период Великой Отечественной войны 1941—1945 годов в городе Горьком не менее шести месяцев;
- граждане, внёсшие значительный вклад в развитие города Нижнего Новгорода.

### Правила ношения
Старшей наградой по отношению к медали «В память 800-летия Нижнего Новгорода» является медаль «В память 1000-летия Казани».

## Описание медали
Юбилейная медаль «В память 800-летия Нижнего Новгорода» изготавливается из латуни и имеет форму круга диаметром 32 мм. Края медали окаймлены выпуклым бортиком с обеих сторон.
На лицевой стороне медали — изображение фрагмента стены Нижегородского кремля с Дмитриевской башней посередине, справа от башни — изображение собора во имя святого благоверного князя Александра Невского, слева от башни — изображение Михайло-Архангельского собора. В верхней части медали, по окружности, — надпись: «В ПАМЯТЬ 800-ЛЕТИЯ НИЖНЕГО НОВГОРОДА».
На оборотной стороне медали, в центре, — изображение герба города Нижний Новгород (щит, обрамлённый по бокам и снизу лентой, на щите — изображение идущего влево оленя с ветвистыми рогами, над щитом — стилизованное изображение верхней части Дмитриевской башни, окружённой по обручу лавровым венком).

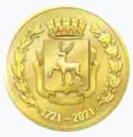
Оборотная сторона

Под гербом, по окружности медали, — цифры «1221—2021».
Слева от герба, по окружности медали, — изображение лавровой ветви, справа — изображение дубовой ветви.
Все изображения, надписи и цифры на медали рельефные.
Медаль при помощи ушка и кольца соединяется с пятиугольной колодкой, обтянутой шёлковой муаровой лентой белого цвета с двумя продольными чёрными полосками по краям и одной продольной полоской красного цвета посередине. Ширина ленты — 24 мм. Ширина чёрной полоски — 2 мм, ширина красной полоски — 4 мм.

## Награждённые медалью
Список награждённых юбилейной медалью «В память 800-летия Нижнего Новгорода»